# Web Application Firewall
Um firewall de aplicativos Web (ou do Inglês WAF - Web Application Firewall) filtra, monitora e bloqueia o tráfego HTTP de e para um aplicativo ou site da Web. Um WAF é diferenciado de um firewall comum em que um WAF é capaz de filtrar o conteúdo de aplicativos web específicos, enquanto os firewalls comuns servem como um portão de segurança entre servidores. Ao inspecionar o tráfego HTTP, o WAF pode evitar ataques decorrentes de falhas de segurança de aplicativos da Web, como injeção de SQL, XSS (cross-site scripting), inclusão de arquivos e configurações erradas de segurança.

## História
Os firewalls de aplicativos (WAFs), que controlam a entrada, saída e acesso de aplicativos ou serviços WEB, foram desenvolvidos pela primeira vez no início dos anos 90 por Gene Spafford, Bill Cheswick e Marcus Ranum.  O seu produto era em grande parte um firewall baseado em rede, mas poderia lidar com poucas aplicações (como FTP ou  RSH) e foi lançado no mercado pela  DEC.

## Mercado
Atualmente WAFs tem sido oferecido por várias empresas de hospedagem de internet, como uma segurança extra para os sites. Algumas CDN presentes no Brasil, como a AWS (Amazon) e GoCache, também permitem habilitar um WAF para proteção dos sites de seus clientes.

### Cloud / CDN
- Akamai Technologies Kona
- Cloudflare
- F5 Silverline
- Imperva Incapsula
- Sucuri Firewall
- GoCache WAF
- Webscale Cloud Secure

### Opção Open-source
- ModSecurity
- NAXSI

## References
1. ↑   Alam, M. Afshar (2009).  K International House, ed. Recent Developments em computação e suas aplicações. [S.l.: s.n.]